# Truwolu
Truwolu is een bestuurslaag in het regentschap Grobogan van de provincie Midden-Java, Indonesië. Truwolu telt 7213 inwoners (volkstelling 2010).